# Sugimoto-dera

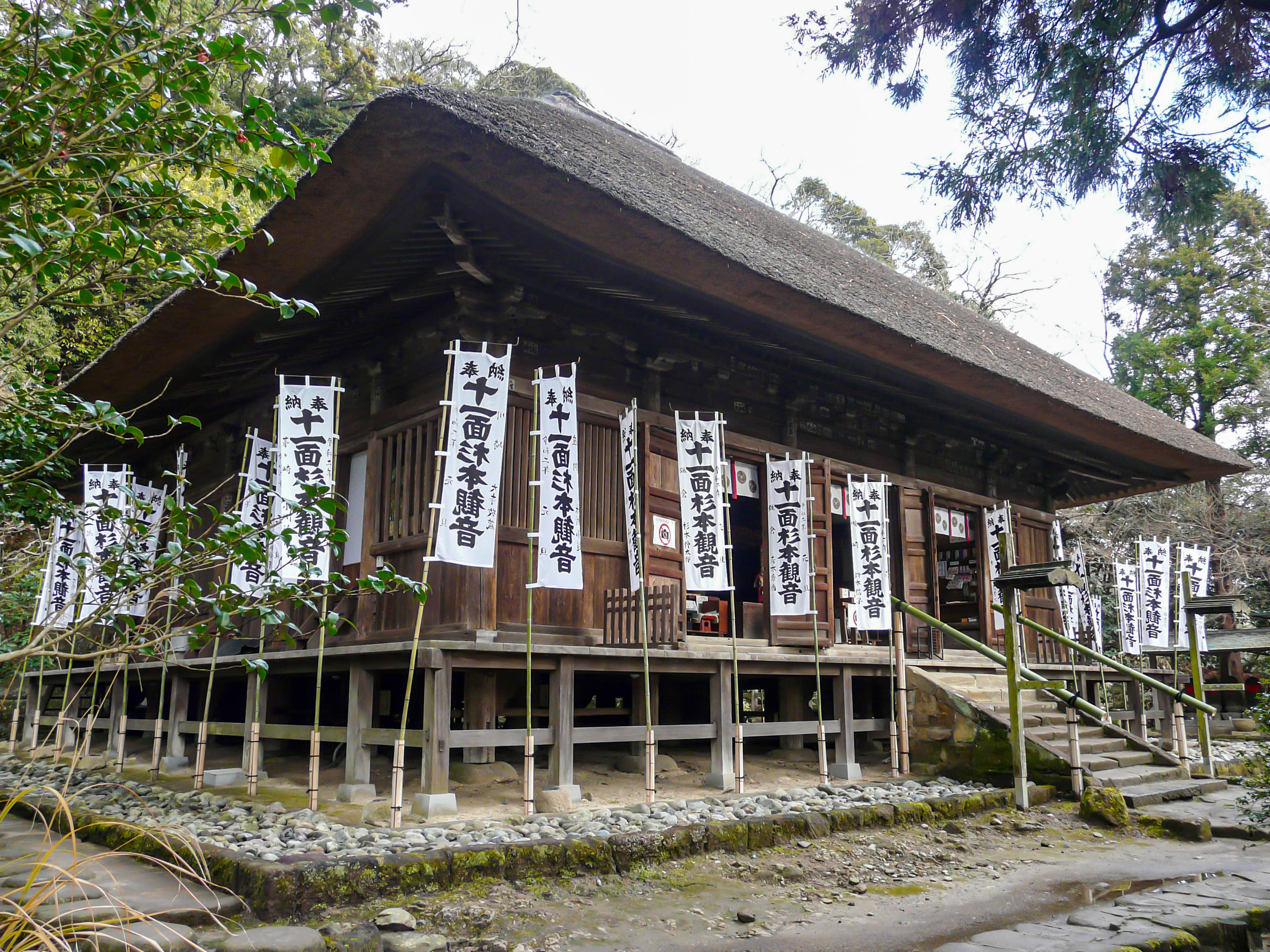
Hon-dō du Sugimoto-dera

Le Taizōzan Kannon'in Sugimoto-dera (大蔵山観音院杉本寺) est un temple bouddhiste situé à Kamakura, préfecture de Kanagawa au Japon, un des plus anciens temples de Kamakura et avec le Hōkai-ji, le seul de la confession Tendai. Le temple est le premier sur le circuit du pèlerinage Bandō Sanjūsankasho. Deux des trois statues de la déesse Kannon qui y sont vénérées sont désignées bien culturel important. Le Sugimoto-dera est surnommé Geba Kannon (« descente Kannon »), parce que les cavaliers ne manquaient jamais de descendre de leurs chevaux quand ils passaient devant. (Selon une autre version de la légende, les non-croyants tombaient toujours de leur cheval en passant devant le temple). Le temple est un temple branche (寺末, matsuji) du Hōkai-ji.

## Histoire

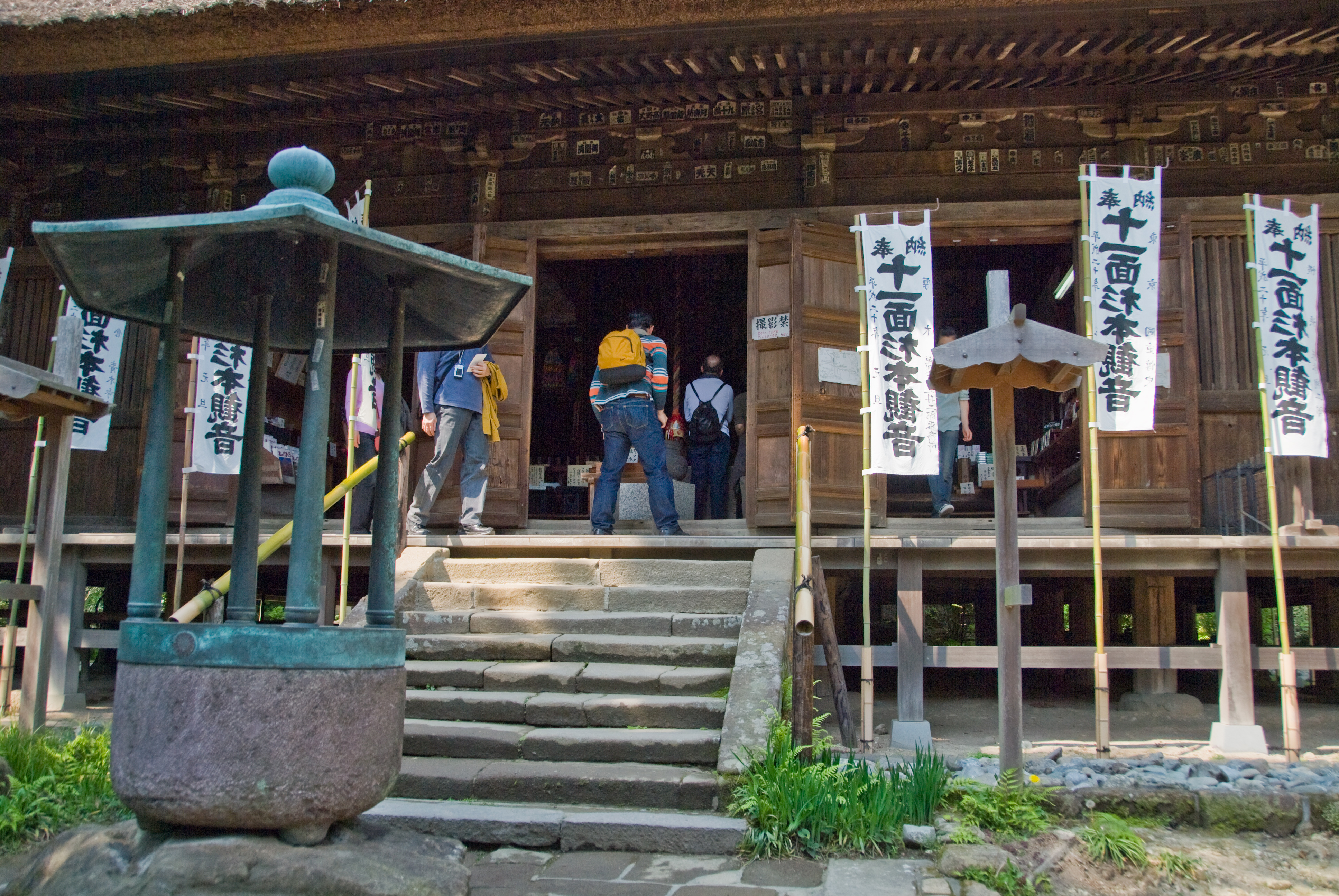
Kannon-dō du Sugimoto-dera

Selon les archives du temple, le Sugimoto-dera est fondé in 734 par le prêtre Gyōki sur l'ordre de l'empereur Shōmu ce qui en fait le plus ancien des temples de Kamakura, antérieur d'un demi-millénaire au shogunat. Les documents indiquent qu'au VIIIe siècle, alors que Gyōki traverse la région de Kantō, il voit Kamakura du mont Taizō (le « Taizōzan » du nom de temple) et décide d'y laisser une statue de la déesse Kannon. Il la sculpte et la consacre lui-même. Plus tard, en 734, la déesse elle-même dit à l'empereur Shōmu de construire un temple à cet emplacement (le hon-dō). Plus tard, le temple est restauré par Ennin (794–864) et Genshin (942–1017) y consacre une statue de Kannon aux onze visages, un événement qui place le Sugimoto-dera à la première place du circuit de pèlerinage du Sanjusankasho.
Telle est la tradition mais la véritable histoire du temple est en réalité largement inconnue. Le Sugimoto-dera, certainement antérieur à l'époque de Kamakura (1185-1333) est donc, sinon le plus ancien, parmi les plus anciens temples de Kamakura. L'Azuma Kagami l'appelle « Kannondō bakufu d'Ōkura », ou « salle Kannon d'Ōkura », de l'ancien endroit de la région où il se trouve.
En 1191, le temple reçoit la visite de Minamoto no Yoritomo qui ordonne d'importantes réparations. 
En 1337, après la chute du shogunat en 1333, une bataille a lieu dans l'enceinte du temple entre les partisans du clan Hōjō et les forces Ashikaga, et plus de 300 samouraïs y perdent leur vie. Les nombreux petits gorintō (stupas de pierre) vers la droite du bâtiment principal ont été posés en mémoire de ceux qui sont tombés à cette occasion.
L'histoire du temple pendant la période Muromachi n'est malheureusement pas connue.  

## Centres d'intérêt

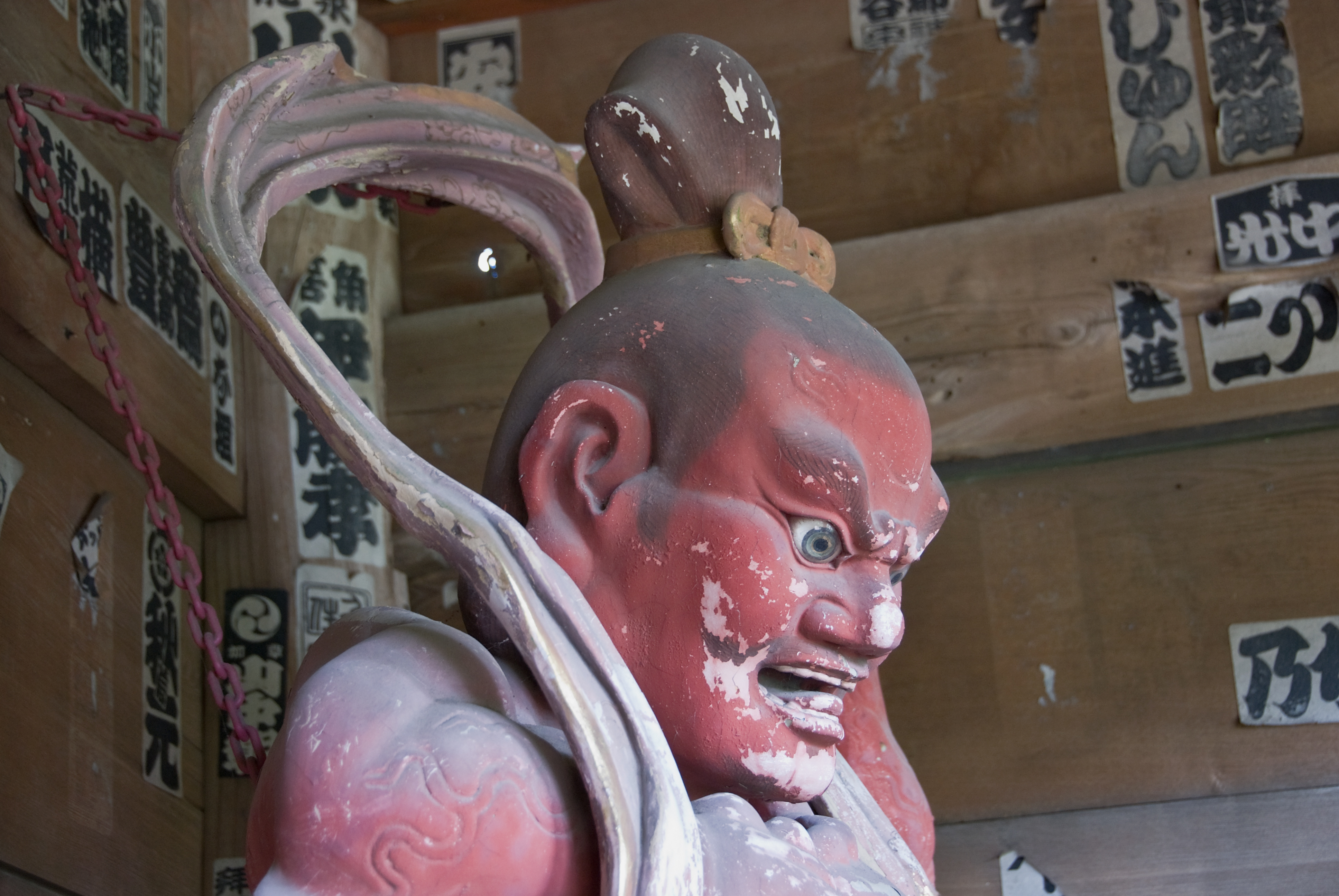
Les niō à la porte sont supposés être de la main de Unkei.

Les trois statues assises de Kannon consacrées dans le bâtiment principal sont le principal objet de culte du temple. La statue sur la gauche est censée être de la main de Gyōki mais elle appartient plutôt à la fin de l'époque de Heian (794 à 1185). En dépit de son attribution douteuse, la statue est un bien culturel important de la ville. La statue du milieu qui passe pour avoir été faite par Ennin mais paraît ne remonter qu'à la fin de l'époque de Heian est aussi une importante propriété culturelle nationale. À droite se trouve la statue traditionnellement attribuée à Genshin et datée du milieu de la période de Kamakura mais elle est beaucoup trop récente pour être vraiment de lui. Cette œuvre est également une importante propriété culturelle nationale. Nonobstant la tradition religieuse, aucune des statues ne semble donc être imputable à son auteur supposé.
Un soir de 1189, alors qu'un incendie détruit l'ensemble du Ōkura Kannondō sauf le bettō du temple, un homme du nom de Jōdai-bō saute dans le feu et sauve les trois statues qu'il pose sous un cèdre. C'est de cet épisode que vient le nom actuel du temple, qui signifie littéralement « sous le cèdre ». Le sauvetage est jugé miraculeux et augmente considérablement la réputation du temple et le nombre de ses pèlerins. L'histoire est ensuite encore embellie affirmant que les statues « spontanément » réparées sous l'arbre y ont tout simplement été trouvées.
Enfin, les deux guerriers à la porte Niō (les niōmon, voir photo), sont attribués par le temple au célèbre sculpteur Unkei, mais la revendication n'est étayée par aucune preuve.